# Outpost in Morocco
Outpost in Morocco (em português: Posto Avançado em Marrocos) é um filme de ação e aventura americano de 1949 dirigido por Robert Florey, estrelado por George Raft e Marie Windsor. Paul Gerard (Raft), um oficial marroquino Spahi e sua guarnição da Legião Estrangeira Francesa, detém os ataques das tribos nativas do Emir de Bel-Rashad (Eduard Franz), pai de Cara (Windsor), a mulher que ama. Como uma raridade entre os filmes americanos do gênero da Legião Estrangeira, a Legião cooperou com os produtores. Uma segunda unidade liderada por Robert Rossen filmou cenas no Marrocos. Algumas das cenas de ação em grande escala do filme foram reutilizadas em Fort Algiers e Legion of the Doomed.

## Trama
O capitão Gerard, o maior amante da Legião Estrangeira, é designado para escoltar a filha de um emir até a cidadela de montanha de seu pai e descobrir o que puder sobre as atividades do emir. Gerard gosta de trabalhar com a adorável Cara, mas chega para descobrir que a rebelião está se formando. A guarnição pode ser reforçada a tempo?

## Elenco
- George Raft como Capitão Paulo Gerard
- Marie Windsor como Cara
- Akim Tamiroff como Tenente Glysko
- John Litel como Coronel Pascal
- Ernő Verebes como Bamboule - ordenança spahi de Gerard
- Eduard Franz como Emir de Bel-Rashad
- Crane Whitley como Caid Osman
- Damian O'Flynn como Major Louis Fronval
- Michael Ansara como armeiro (não-creditado)
- Ralph Brooks como dono do clube noturno (não-creditado)
- John Doucette como soldado jogador de cartas (não-creditado)
- James Nolan como Legionário ajudante do Coronel Pascal (não-creditado)
- Suzanne Ridgeway como dona do clube noturno (não-creditado)
- Ivan Triesault como líder tribal (não-creditado)

## Produção
Outpost in Morocco foi originalmente planejado para ser feito pela RKO Pictures em 1939, baseado em uma história do produtor Joseph Ermolieff. Foi cancelado após a declaração da Segunda Guerra Mundial, levando Ermolieff a processar a RKO.
Ermolieff mais tarde conseguiu montar o filme com o ator George Raft e o produtor Sam Bischoff, que acabara de criar uma empresa, a Star Films, que havia produzido o filme Nas Guarras da Intriga. Outpost in Morocco seria seu segundo filme. A empresa pretendia fazer Mississippi Gambler e um quarto filme ambientado no Panamá. Não foi um filme típico para Raft.
Ermolieff e a Star Films criaram a empresa Moroccan Films e obtiveram financiamento da Pathé Cinemas da França.
A empresa conseguiu permissão para filmar no Marrocos usando a verdadeira Legião Estrangeira. Raft viajou para o Marrocos em dezembro de 1947 com o diretor da segunda unidade Richard Rosson, o diretor de fotografia francófono Lucien Androit e técnicos franceses. Eles passaram quase cinco meses filmando cenas de batalha e perseguições no Marrocos, principalmente ao redor da base de Bal Achard. Raft voltou do Marrocos em março de 1948 com 85.000 pés de filme.
Os cineastas passaram os meses seguintes examinando as filmagens, concluindo o roteiro de filmagem (a filmagem marroquina foi filmada com base em um longo tratamento) e encontrando locações que combinassem com a filmagem marroquina. Os interiores foram filmados no final do ano no Samuel Goldwyn Studio em Los Angeles. Marie Windsor foi emprestada da Enterprise Films para interpretar a protagonista feminina.
Extras foram fornecidos pela Legião Estrangeira Francesa no Forte Tinihir, composta por cerca de 900 legionários alemães dos remanescentes do alardeado Afrikakorps de Rommel em uniforme francês e a cavalaria marroquina Spahi.

## Recepção
O filme teve um lucro razoável.